# 노보케인 (2025년 영화)
《노보케인》(영어: Novocaine)은 2025년 개봉한 미국의 액션 코미디 영화로, 댄 버크와 로버트 올슨이 감독을 맡았다.

## 출연
- 잭 퀘이드 - 네이선 케인 역
- 앰버 미드선더 - 셰리 역
- 레이 니컬슨 - 사이먼 역
- 제이컵 바털론 - 로스코 역
- 베티 게이브리얼 - 민시 역
- 맷 월시 - 콜트레인 역
- 콘래드 켐프 - 안드레 역